# Blacksher
Blacksher es un área no incorporada en el condado de Baldwin,en  Alabama (Estados Unidos).

## Historia
Blacksher probablemente recibe su nombre de Jeptha Blacksher, quien se desempeñó como la primera directora de correos. Una oficina de correos operó bajo el nombre de Blacksher desde 1889 hasta 1950. Jeptha Blacksher era el hermano de James Uriah Blacksher, que era el homónimo de Uriah, en Alabama. Blacksher llegó a tener en otro tiempo seis tiendas generales y una tienda naval. El condado de Baldwin operaba anteriormente una clínica en Blacksher.
El campo petrolero Blacksher lleva el nombre de la comunidad.